# دافيدي باسي
دافيدي باسي (بالإيطالية: Davide Bassi)‏ (12 أبريل 1985 في إيطاليا - ) هو لاعب كرة قدم إيطالي في مركز حراسة المرمى. شارك مع منتخب إيطاليا تحت 21 سنة لكرة القدم. أما مع النوادي، فقد لعب مع أتالانتا ونادي إمبولي ونادي تورينو ونادي جنوى ونادي ساسولو ونادي سبيزيا وUS Massese 1919 ‏.

## روابط خارجية
- دافيدي باسي على موقع قاعدة بيانات كرة القدم.إي يو (الإنجليزية)
- دافيدي باسي على موقع Soccerway.com (الإنجليزية)
- دافيدي باسي على موقع عالم كرة القدم.نت (الإنجليزية)
- دافيدي باسي على موقع AS.com (الإسبانية)